# Sprawa Dreyfusa

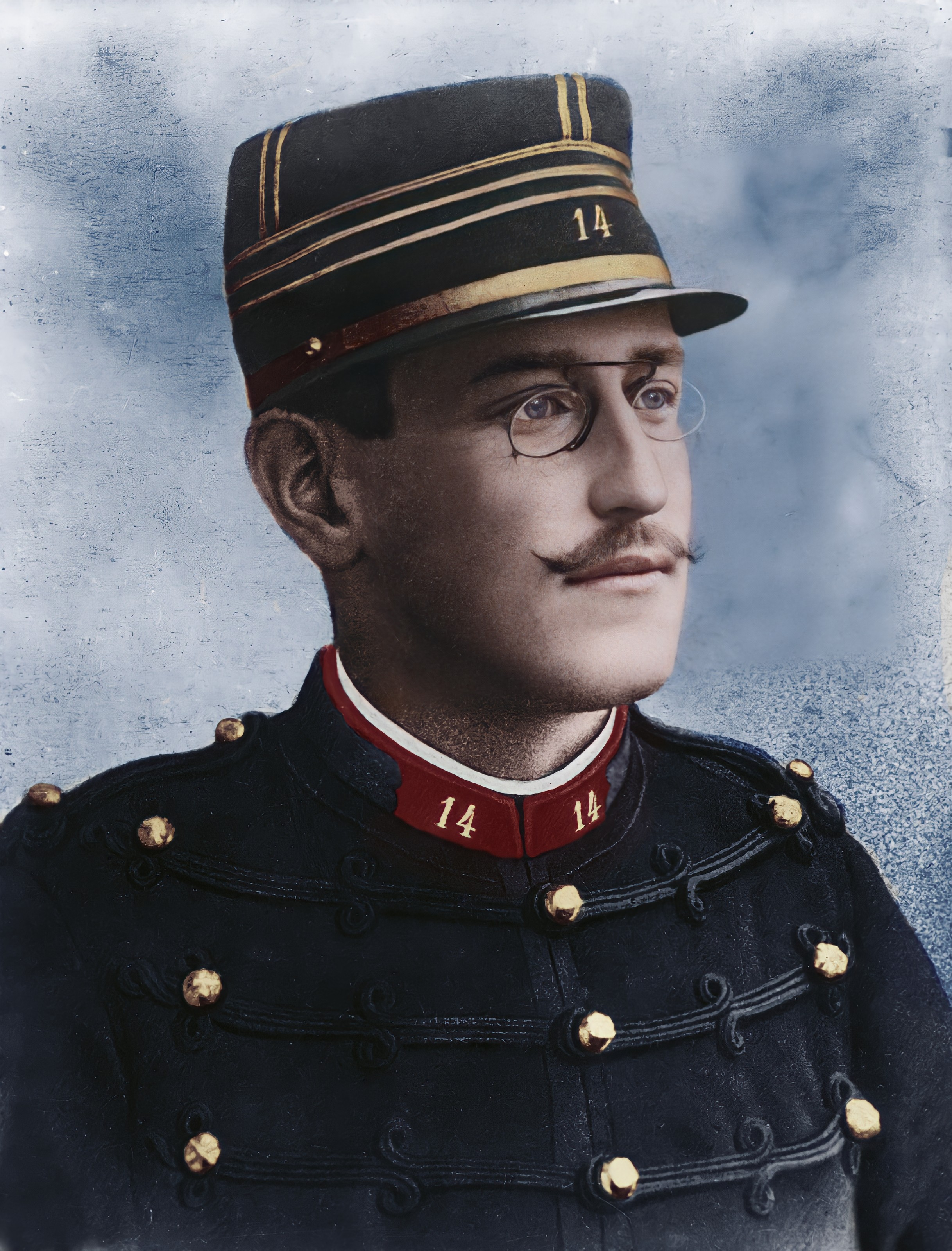
Kapitan Alfred Dreyfus, niesłusznie oskarżony o szpiegostwo na rzecz Niemiec

Sprawa Dreyfusa, afera Dreyfusa (fr. L’affaire Dreyfus) – polityczny skandal we Francji pod koniec XIX wieku, który stał się przyczyną kryzysu politycznego i społecznego, pociągając za sobą poważne zmiany w życiu kraju. Jego zarzewiem było niesłuszne skazanie kapitana artylerii Alfreda Dreyfusa za szpiegostwo na rzecz Niemiec, na podstawie sfałszowanych dowodów.

## Przebieg

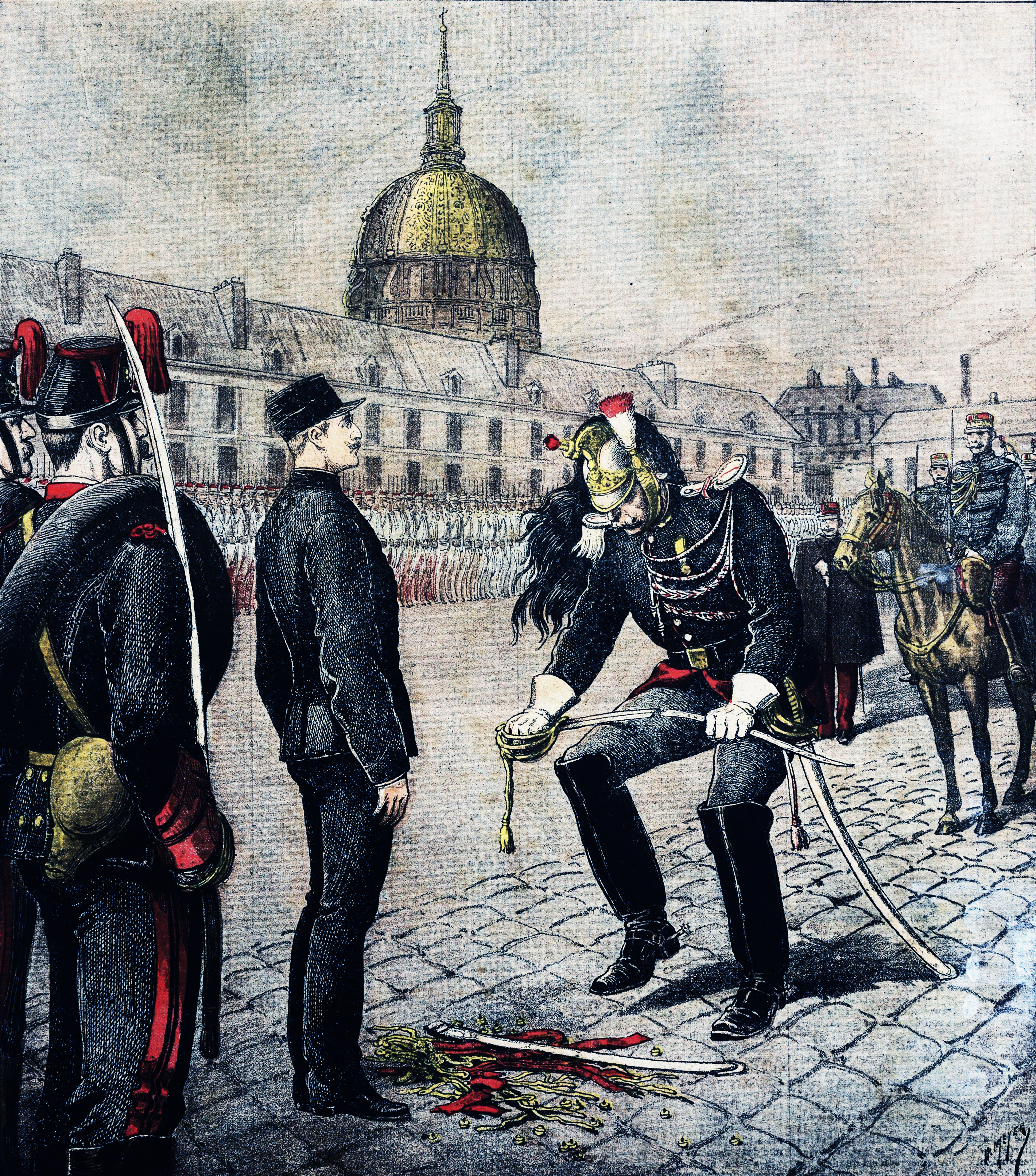
Degradacja Dreyfusa po skazaniu za zdradę

W 1894 roku Alfred Dreyfus, francuski kapitan artylerii pochodzenia żydowskiego, został oskarżony o zdradę (szpiegostwo) na rzecz Niemiec. Koronne dowody w sprawie stanowiły: rękopis pisma do ambasady niemieckiej przypisywany Dreyfusowi oraz zeznanie jednego świadka oskarżenia. W śledztwie powołano pięciu specjalistów-grafologów wśród których trzech (w tym Alphonse Bertillon – jeden z ojców współczesnej kryminalistyki) stwierdziło, że list został napisany własnoręcznie przez Dreyfusa. Wyrokiem sądu wojskowego Dreyfus został skazany na degradację i wyrok dożywotniego więzienia w obozie karnym na Wyspie Diabelskiej w Gujanie Francuskiej.

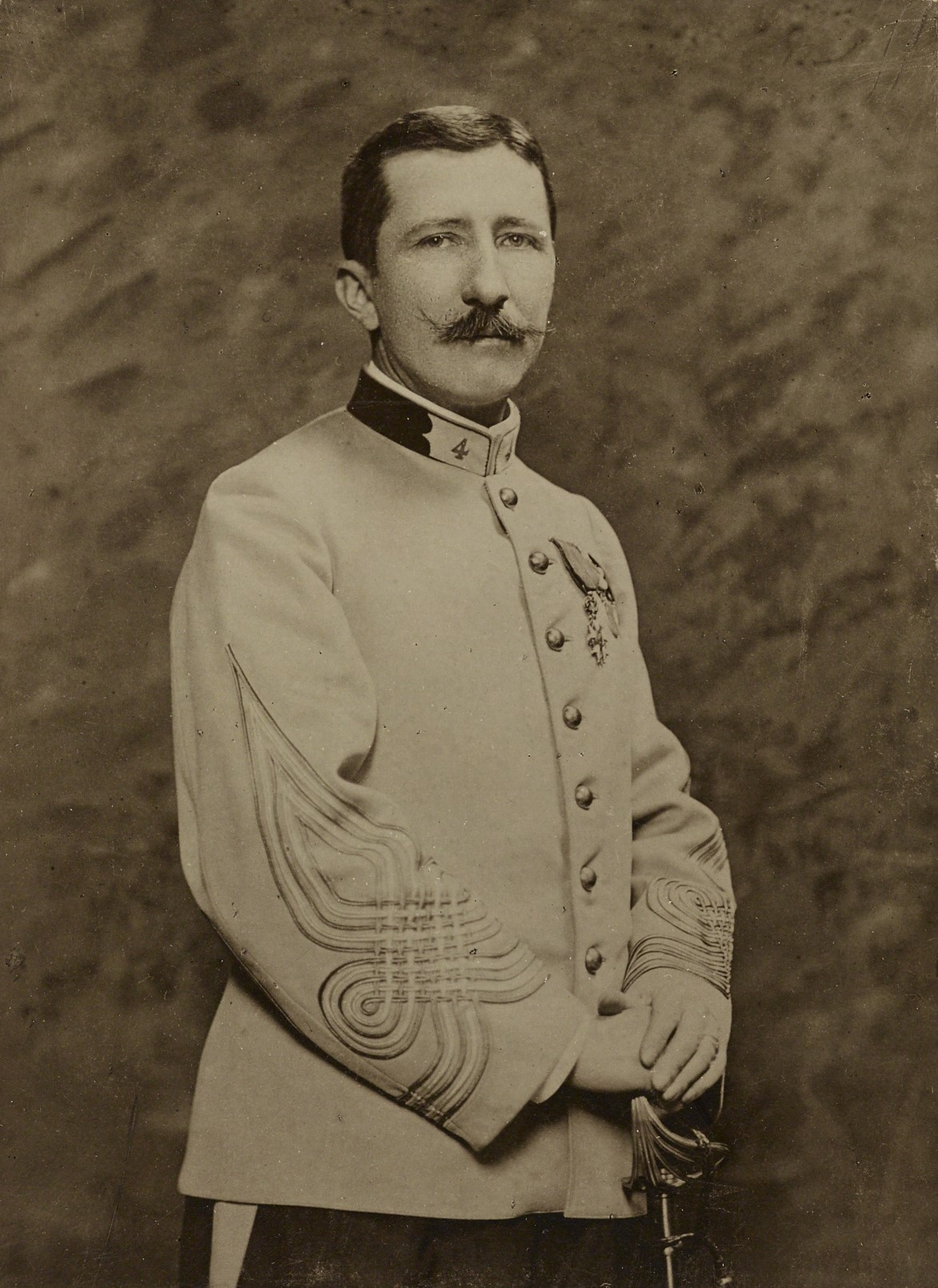
Podpułkownik Georges Picquart, który odkrył sfałszowanie dowodów przeciwko Dreyfusowi

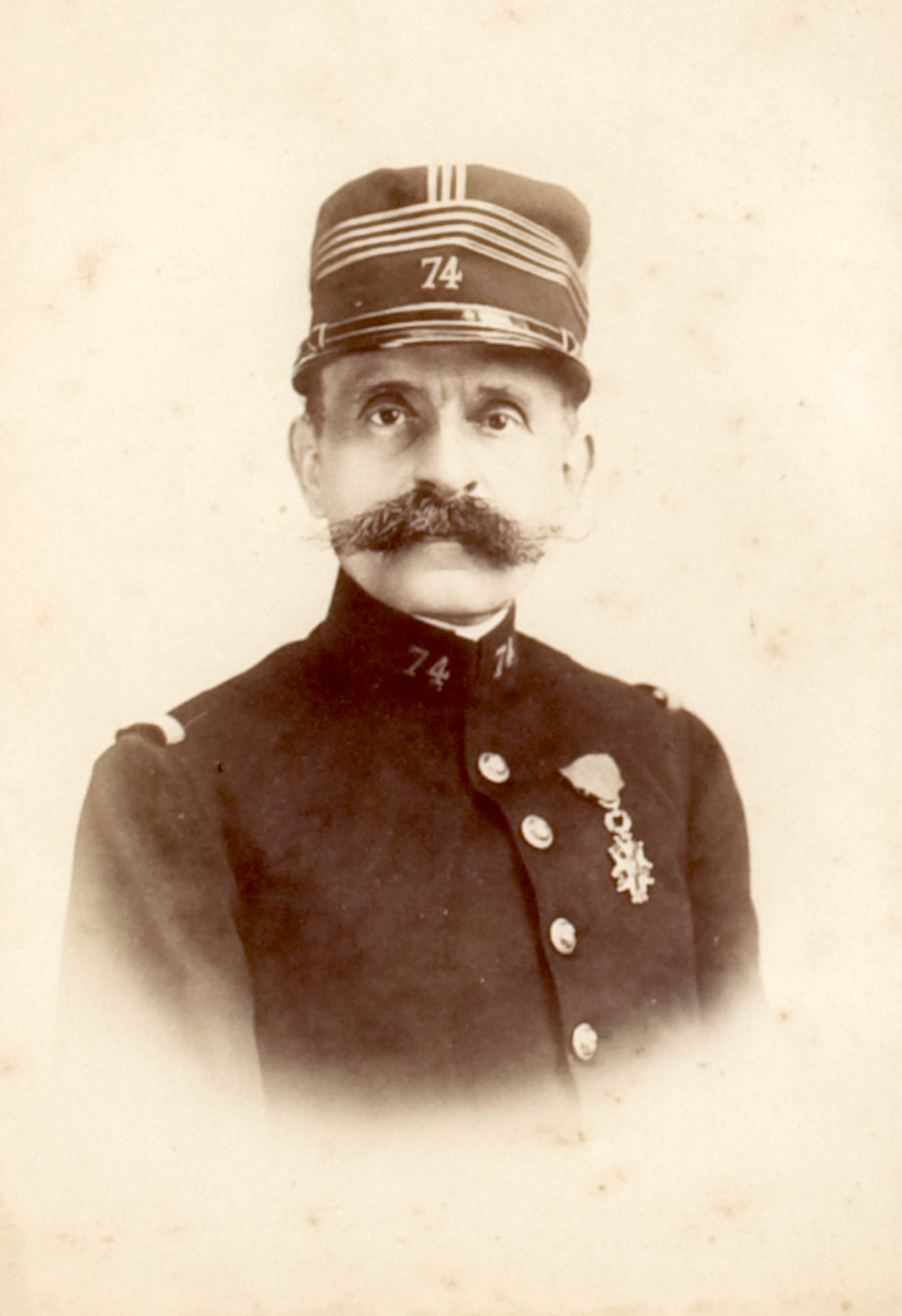
Major Ferdinand Esterhazy, rzeczywisty winny szpiegostwa

Sfałszowanie dowodów zostało odkryte przez podpułkownika wywiadu Georges’a Picquarta, który z tego samego źródła co rzekomy rękopis Dreyfusa (kosz na śmieci ambasady niemieckiej) pozyskał inny dokument zawierający podziękowania za przekazywane informacje dla majora Ferdinanda Esterhazy’ego. Obawiając się kompromitacji, inni oficerowie francuscy zaangażowani w sprawę (w tym podwładny Picquarta, kapitan Hubert-Joseph Henry) usiłowali zatuszować sprawę. Została ona jednak ujawniona opinii publicznej dzięki Picquartowi, poprzez pisarza Émile’a Zolę, który 13 stycznia 1898 r. na łamach gazety „L’Aurore” („Świt”), opublikował słynny list otwarty do prezydenta Republiki Francuskiej Félixa Faure’a, zatytułowany „J’Accuse…!” (Oskarżam…!), podpisany również przez setki intelektualistów francuskich.
Kolejne procesy rewizyjne utrzymywały wyrok skazujący, zaś Émile Zola został skazany na rok więzienia, a następnie zmuszony pogróżkami do wyjazdu do Wielkiej Brytanii. Sprawa Dreyfusa podzieliła Francję na „dreyfusistów” i „antydreyfusistów”. Spór był wyjątkowo gwałtowny, gdyż dotyczył wielu wysoce kontrowersyjnych kwestii w zaognionym klimacie politycznym Francji. Podziały przebiegały do pewnego stopnia między kręgami prawicowymi, monarchistycznymi i klerykalnymi z jednej strony a kręgami republikańskimi, antymonarchistycznymi i silnie antyklerykalnymi z drugiej. Duże znaczenie miały również nastroje antysemickie w wielu grupach społecznych, wzmocnione bankructwem Union Générale w 1885 r., instytucji finansowej powiązanej z Kościołem rzymskokatolickim, która zamierzała wyrugować finansjerę znajdującą się w rękach francuskich Żydów. Nastroje zaogniło również ukazanie się w 1886 książki Édouard Drumonta La France Juive (Żydowska Francja).
Według Mariana Banaszaka biskupi Kościoła rzymskokatolickiego zachowali się w tej sprawie powściągliwie i starali się nie mieszać. Co prawda czasopismo La Croix zaangażowało się po stronie armii, potępiając Dreyfusa, i propagowało tezę antyfrancuskich i antychrześcijańskich machinacji żydowskich, jednak arcybiskup Lyonu, kardynał Pierre Coullié, starał się ostrzegać przed taką propagandą.
Przyczyną afery Dreyfusa była najprawdopodobniej wyrażana ciągle niechęć znacznej części korpusu oficerskiego do Francuzów pochodzenia żydowskiego, czego nieformalnym rzecznikiem byli Drumont, Lamase i inni autorzy, szczególnie na łamach założonego z pomocą jezuitów czasopisma „La Libre Parole” (Wolne Słowo). Zamieszczane tam artykuły denuncjowały francuskich oficerów pochodzenia żydowskiego jako przyszłych zdrajców. Stały się też przyczyną pojedynku honorowego, na który wyzwał najpierw Drumonta, a potem Lamase’a, inny oficer, Crémieu-Foa. Chociaż zdarzenie to miało być poufne, brat Crémieu-Foa ujawnił sprawę dziennikowi „Le Matin”, co sprowokowało następny pojedynek, tym razem między sekundantami Lamase’a i Crémieu-Foa, markizem de Mores i kapitanem Mayerem. Mayer zmarł wskutek odniesionych ran, zaś dramatyczny przebieg wydarzeń spowodował, że „La Libre Parole” wstrzymało antysemicką kampanię na swoich łamach.
W sierpniu 1898 francuski minister wojny Cavaignac ustalił, że dowody zostały spreparowane przez kapitana Henry’ego. Kapitan wywiadu popełnił samobójstwo, a we wrześniu tego roku mjr Esterhazy przyznał się do winy.
W sierpniu 1899 odbył się kolejny proces. Sąd, broniąc honoru armii, uznał Dreyfusa za winnego i skazał na dziesięć lat więzienia, zaliczając mu pięcioletni pobyt na wyspie. Skutkiem nacisku opinii publicznej 19 września 1899 prezydent Francji anulował wyrok. Jednak dopiero w lipcu 1906 francuski Najwyższy Sąd Apelacyjny całkowicie anulował wyrok sądu wojskowego, senat przywrócił Dreyfusowi stopień kapitana, awansował go do stopnia majora i odznaczył Legią Honorową.
Afera miała jednak bardzo istotne reperkusje dla życia politycznego i społecznego Francji – prawica, zwłaszcza skrajna, została zepchnięta na margines, w 1905 weszły w życie uregulowania dotyczące rozdzielenia Kościoła od państwa, zaś armia została poddana cywilnej kontroli.
Nieoczekiwanym skutkiem sprawy Dreyfusa była zmiana postawy austriackiego dziennikarza pochodzenia żydowskiego, Theodora Herzla, który – poruszony niesprawiedliwością procesu i społecznymi reakcjami we Francji – zapoczątkował ruch syjonistyczny.

## Oddźwięk w kulturze
Afera stanowi punkt wyjścia dla rozważań Hannah Arendt w książce Korzenie totalitaryzmu.
Bardzo drobiazgowo sprawę Dreyfusa sportretowali i zanalizowali Marcel Proust, w powieści W poszukiwaniu straconego czasu oraz Robert Harris w beletrystycznej książce Oficer i szpieg (2014). Jest ona też jednym z wątków powieści Umberta Eco Cmentarz w Pradze, książki Szołema Alejchema Kasrylewka, a Barbara Tuchman poświęciła jej jeden z esejów w książce Wyniosła wieża.
Filmy fabularne o sprawie Dreyfusa wyreżyserowali m.in. Georges Méliès (1899), Richard Oswald (1930), William Dieterle (1937), José Ferrer (1957), Ken Russell (1991), Yves Boisset (1994), Roman Polański (Oficer i szpieg, 2019).